# Matthieu Androdias
Matthieu Androdias, född 11 juni 1990, är en fransk roddare.
Androdias tävlade för Frankrike vid olympiska sommarspelen 2012 i London, där han slutade på 10:e plats i scullerfyra. Vid olympiska sommarspelen 2016 i Rio de Janeiro slutade Androdias tillsammans med Hugo Boucheron på 6:e plats i dubbelsculler.
I april 2021 tog Androdias och Boucheron sitt andra EM-guld tillsammans i dubbelsculler vid EM i Varese. I juli 2021 vid OS i Tokyo tog Androdias och Boucheron guld tillsammans i dubbelsculler. I september 2022 vid VM i Račice tog Androdias sitt andra VM-guld tillsammans med Hugo Boucheron i dubbelsculler.